# ۸۷۵ (قمری)
۸۷۵ (قمری)، هشتصد و هفتاد و پنجمین سال در گاهشماری هجری قمری است. اول محرم این سال برابر با نهم ژوئیه سال ۱۴۷۰ میلادی است.

## وابسته
- وطاسیان